# 困在时间里的父亲
是一部2020年的剧情片，由佛罗莱恩·泽勒担任导演兼编剧，改编自他2012年的舞台剧《父亲》，由安東尼·霍普金斯、奧莉薇雅·柯爾曼、马克·加蒂斯、伊莫珍·盖伊·波茨、盧夫斯·塞維爾和奥利维娅·威廉斯演出，讲述了一位老年人迷失在失智症幻覺中的故事。
影片于2020年1月27日在圣丹斯电影节全球首映，定于2021年6月11日由狮门影业在英国发行。影片获得普遍好评，其中霍普金斯和科尔曼的表演，以及对失智症的表现获赞。影片在第93届奥斯卡金像奖中获六项提名，包括最佳影片、最佳男主角和最佳女配角，获其中的最佳男主角和最佳改编剧本；获第78届金球奖四项提名，包括最佳戲劇類影片；获第74届英国电影学院奖六项提名，包括最佳影片。

## 剧情
安妮得知父亲安东尼又把一位看护趕走，便上门看望他。安东尼罹患失智症，经常会忘记要紧的事情，还有东西所放的位置。例如，他每一天都会把手表放在浴缸旁的櫃子裡，但他就是会忘记。他聲稱最近来的看护偷了他的手表，並聲明自己不需要任何人的看顧。安妮透露自己將要离开伦敦，和新男友搬到巴黎，安東尼聽聞女兒要離開自己，備感傷心，安妮告訴父親如果他無法接受下一位新看護，他們只能做別的安排，說完便離開他家。
有天，安东尼在家泡茶時，突然間看到一位陌生男子坐在客廳裡，男子聲稱自己是保羅，即安妮的丈夫。安東尼開始對保罗絮絮叨叨，怒斥安妮想要將自己送往老人院的意圖，表明絕不會離開自家公寓，結果保羅反而稱這是他和安妮的家，安東尼是最近才搬過來的。過了一會兒，安妮回到家，卻是一位陌生女子的外貌，安東尼感到惶恐不安，詢問安妮跟保羅是不是在戲弄自己，安妮表示她已經離婚五年了，不知道保羅是誰，此時原本在廚房的保羅憑空消失不見，安東尼的思緒陷入混亂中，安妮安撫父親一切都會好起來。
某天早晨，安妮變回原先的外貌，她安排新看护蘿拉來家中面试，安东尼稱讚蘿拉長得跟失聯多年的小女兒露西外貌酷似，跟蘿拉相談甚歡，還跟她開玩笑说自己是职业舞蹈演员，不需要别人照顾，同時秀了一段踢踏舞。突然話鋒一轉，開始惡狠狠地斥責安妮是為了覬覦遺產，才跑來虛情假意地關心他，安妮受父親羞辱而默默落淚。時間來到傍晚，安妮和保羅討論看護面試的經過，安東尼顯然不認識這個外貌陌生的保羅，並瞥見保羅的手錶與自己丟失的那條酷似，於是跟保羅裝起熟來，想拿回手錶，保羅失去耐心，責罵安東尼要一直挑戰他們的底線到什麼時候。畫面轉到安妮带安东尼去看医生的那天，医生问起他的精神狀況，他堅持自己没有记忆问题，反而聲稱是安妮改口說沒有要去巴黎，記性比自己還差。晚餐時間，安東尼聽到保羅建議安妮將他送到安養院的計畫，安東尼佯裝沒聽見，吃飯時保羅對安東尼愈加地不耐煩，開始冷嘲熱諷，安妮與保羅爭執起來，安東尼見氣氛不對離開餐廳，當他回來時，又看到同一幅兩人討論送他去安養院的情景。
時間來到蘿拉正式照顧安東尼的一天，仍穿著睡衣的安東尼不喜歡蘿拉用逗孩子的語氣給他吃藥，又开始向蘿拉夸赞起女儿露西，说她是大名鼎鼎的画家，蘿拉對露西發生的意外感到遺憾，然而蘿拉忽然驚覺安東尼仍誤以為露西在環遊世界，便止住對話。此時，之前消失的第一個保羅再次出現，保羅一字不漏重複起上次關於安東尼挑戰他們底線的台詞，不同地是這次動起手開始毆打安東尼。安東尼嚇得哭出聲，安妮趕緊跑來安撫安東尼，眼前不知所措的保羅，卻已不是第一個保羅，而時空又回到吃晚餐那天的情景，但安東尼仍舊穿著睡衣。
某天深夜時分，安东尼从房间醒来，走出屋子，发现自己身在医院的走廊。他在病院目睹露西躺在病床上奄奄一息，露西與蘿拉長得一模一樣，此時突然惊醒。安東尼走出臥室與安妮吃早餐，安妮心情舒暢，覺得昨天安東尼與蘿拉交談狀況良好，可惜沒表演他所說的踢踏舞。这时蘿拉來到，外型卻是之前那位自稱安妮的陌生女子，安東尼不敢置信眼前景象，匆匆逃回臥室，令安妮十分錯愕。
安妮將安東尼安置在安養院，安東尼意識到自己將獨自待在倫敦，父女不捨地別離，安妮隨後含淚搭車離去。安東尼在安养院的卧室醒來，遇到那位陌生女子，以及第一次看見的保羅。不同的地方是，女子道出她是凯瑟琳，是安東尼的看謢，保羅原來是位名叫比爾的看護。安東尼憂心起安妮的去向，凱瑟琳稱安妮已經搬去巴黎好幾個月，最近寄來明信片，周末偶爾會來探望他。安东尼發覺之前那些虛實交錯的景象，其實都是自己來到安養院這段時間浮現的錯亂記憶，安東尼情绪崩潰想念起已故的母親，失聲痛哭，凯瑟琳上前安慰他，说晚些时候会带他到庭院走走，並用曾在安東尼記憶中一樣的口吻表示一切都會好起來。

## 阵容
- 安東尼·霍普金斯 饰 安东尼（Anthony）
- 奧莉薇雅·柯爾曼 饰 安妮（Anne）
- 盧夫斯·塞維爾 饰 保罗（Paul）
- 伊莫珍·盖伊·波茨 饰 劳拉／露西（Laura / Lucy）
- 马克·加蒂斯 饰 比尔／保罗（Bill / Paul）
- 奥利维娅·威廉斯 饰 凯瑟琳／安妮（Catherine / Anne）

## 制作
2019年5月，消息指佛罗莱恩·泽勒将出任影片导演，与原版舞台剧的编剧基斯杜化·咸頓共同撰写剧本。安東尼·霍普金斯和奧莉薇雅·柯爾曼担任主演，奥利维娅·威廉斯、盧夫斯·塞維爾、伊莫珍·盖伊·波茨和马克·加蒂斯出任配角，摄制工作于5月13日开始。取景地包括西伦敦制片厂和海耶斯。

## 发行
影片于2020年1月27日在圣丹斯电影节全球首映。索尼经典电影和狮门影视公司分别买下美国和英国的发行权。影片于2020年9月14日在多伦多国际电影节放映，10月在美国电影学会放映。
影片原定于2021年1月8日在英国上映，后受第三波2019冠状病毒病疫情影响，改在3月12日上映，最终推迟到6月11日上映。美国方面，影片于2月26日在洛杉矶和纽约两地限定上映，之后于3月12日大规模公映，3月26日登陆隨選視訊平台，原定档期为2020年12月18日。

## 评价

### 票房
影片在美国865家剧院上映，首周末票房达433,611美元，位列票房榜第八位；次周获六项奥斯卡提名，扩映至937家影院，票房达35.5万美元。

### 专业评价
汇总媒体烂番茄收录164条评论，打出99%的新鲜度，平均得分8.7/10。网站共识写道：“星光璀璨的演出阵容及编剧兼导演佛罗莱恩·泽勒出色的导演工作，让《困在时间里的父亲》动情演绎了失智症患者的形象。”Metacritic收录41条评论，平均分88/100，表示“普遍好评”。PostTrak观众评分84%，观众推荐度54%。
《综艺》的欧文·格里伯曼表示，“《困在时间里的父亲》是少数能够如此深刻、全面展现老年人心理状况恶化的影片，用看似合理、连贯的体验，让我们记住失智者的形象。”《卫报》的本杰明·李（Benjamin Lee）认为霍普金斯的表演“惊人”、“打动人心”，能看到他很理性地跟自己和周围人的解释自己经历的事情。有几个让人感到不安的镜头是说他的世界发生了转变，但他岿然不动，或许只有聋人，才能够理解他每天醒来会经历什么样的问题。他认为，霍普金斯的情绪从愤怒到狂怒，到出离愤怒，再到沮丧，让人感觉他并不是在扮演一个构造成熟的角色，尽管我们会把他和丰富的演艺经历联系起来。
《好莱坞报道者》的陶德·麥卡錫认为影片是“自八年前的《爱》以来，讲述老年人境况最出色的电影，非常有见地、微妙、细腻地展现侵蚀性失智症，以及这个病对患者所造成的损害。安东尼·霍普金斯这位令人骄傲的英国演员出色展示了否认患有此病的形象，出彩的表现给法国作家佛罗莱恩·泽勒的导演处女作添上浓墨重彩的一笔。”
IndieWire的大卫·埃里希（David Ehrlich）认为，“泽勒改编他的同名获奖戏剧，慧眼独具，自信非凡，仿佛用镜头展现了他的一生。在泽勒看来，迷失自我的老年人朝他的女儿和看护發火，是再常见不过的事情，但这种场景逐渐体现出影片对思想的深入研究，展现出看着某人溺水时难以形容的痛苦。”
《纽约时报》的珍妮特·卡特苏里斯（Jeannette Catsoulis）认为影片“非常有力、打动人”，大气地描绘了世界崩塌时的景象。

### 奖项
| 大奖                       | 奖项                 | 获得者                                                              | 结果 | 参考          |
| -------------------------- | -------------------- | ------------------------------------------------------------------- | ---- | ------------- |
| 奧斯卡金像獎               | 最佳影片             | 大卫·帕菲特、让·路易·利维、菲利普·卡尔卡松                          | 提名 | [ 26 ]        |
| 奧斯卡金像獎               | 最佳男主角           | 安東尼·霍普金斯                                                     | 獲獎 | [ 26 ]        |
| 奧斯卡金像獎               | 最佳女配角           | 奧莉薇雅·柯爾曼                                                     | 提名 | [ 26 ]        |
| 奧斯卡金像獎               | 最佳改編劇本         | 佛罗莱恩·泽勒和基斯杜化·咸頓                                        | 獲獎 | [ 26 ]        |
| 奧斯卡金像獎               | 最佳剪辑             | 约格斯·兰普里诺斯（Yorgos Lamprinos）                               | 提名 | [ 26 ]        |
| 奧斯卡金像獎               | 最佳艺术指导         | 彼得·弗朗西斯（Peter Francis）和凯茜·费瑟斯通（Cathy Featherstone） | 提名 | [ 26 ]        |
| 英国独立电影奖             | 最佳英国独立电影     | 最佳英国独立电影                                                    | 提名 | [ 27 ]        |
| 英国独立电影奖             | 最佳导演             | 佛罗莱恩·泽勒                                                       | 提名 | [ 27 ]        |
| 英国独立电影奖             | 最佳男主角           | 安东尼·霍普金斯                                                     | 獲獎 | [ 27 ]        |
| 英国独立电影奖             | 最佳编剧             | 佛罗莱恩·泽勒和克里斯托弗·汉普顿                                    | 獲獎 | [ 27 ]        |
| 英国独立电影奖             | 最佳剪辑             | 约格斯·兰普里诺斯                                                   | 獲獎 | [ 27 ]        |
| 英国独立电影奖             | 最佳布景             | 彼得·弗朗西斯                                                       | 提名 | [ 27 ]        |
| 波士頓影評人協會           | 最佳新人             | 佛罗莱恩·泽勒                                                       | 獲獎 | [ 28 ]        |
| 波士頓影評人協會           | 最佳男主角           | 安东尼·霍普金斯                                                     | 獲獎 | [ 28 ]        |
| 芝加哥影评人协会           | 最佳男主角           | 安东尼·霍普金斯                                                     | 提名 | [ 29 ]        |
| 芝加哥影评人协会           | 最佳剧本             | 佛罗莱恩·泽勒和克里斯托弗·汉普顿                                    | 提名 | [ 29 ]        |
| 聖塞瓦斯蒂安國際電影節     | 观众奖               | 观众奖                                                              | 獲獎 | [ 30 ]        |
| 萨德伯里国际电影节         | 观众选择奖           | 观众选择奖                                                          | 獲獎 | [ 31 ]        |
| 欧洲电影奖                 | 最佳影片             | 《困在时间里的父亲》                                                | 提名 | [ 32 ]        |
| 欧洲电影奖                 | 最佳導演             | 弗洛里安·泽勒                                                       | 提名 | [ 32 ]        |
| 欧洲电影奖                 | 编剧                 | 弗洛里安·泽勒和克里斯托弗·汉普顿                                    | 獲獎 | [ 32 ]        |
| 欧洲电影奖                 | 最佳男主角           | 安东尼·霍普金斯                                                     | 獲獎 | [ 32 ]        |
| 佛罗里达影评人协会         | 最佳导演             | 佛罗莱恩·泽勒                                                       | 提名 | [ 33 ]        |
| 佛罗里达影评人协会         | 最佳处女作           | 佛罗莱恩·泽勒                                                       | 提名 | [ 33 ]        |
| 佛罗里达影评人协会         | 最佳男主角           | 安东尼·霍普金斯                                                     | 獲獎 | [ 33 ]        |
| 佛罗里达影评人协会         | 最佳改编剧本         | 佛罗莱恩·泽勒和克里斯托弗·汉普顿                                    | 提名 | [ 33 ]        |
| 洛杉磯影評人協會           | 最佳剪辑             | 约格斯·兰普里诺斯                                                   | 獲獎 | [ 34 ]        |
| 特柳赖德电影节             | 银章奖               | 安东尼·霍普金斯                                                     | 獲獎 | [ 35 ]        |
| 多倫多國際電影節           | 致敬奖               | 安东尼·霍普金斯                                                     | 獲獎 | [ 36 ]        |
| 多倫多國際電影節           | 观众奖               | 观众奖                                                              | 提名 | [ 37 ]        |
| 苏黎世电影节               | 慧眼识珠奖           | 奧莉薇雅·柯爾曼                                                     | 獲獎 | [ 38 ]        |
| 聖地牙哥影評人協會         | 最佳导演             | 佛罗莱恩·泽勒                                                       | 提名 | [ 39 ]        |
| 聖地牙哥影評人協會         | 最佳男主角           | 安东尼·霍普金斯                                                     | 提名 | [ 39 ]        |
| 聖地牙哥影評人協會         | 最佳剧本             | 佛罗莱恩·泽勒和克里斯托弗·汉普顿                                    | 獲獎 | [ 39 ]        |
| 休斯顿影评人协会           | 最佳影片             | 最佳影片                                                            | 提名 | [ 40 ]        |
| 休斯顿影评人协会           | 最佳男主角           | 安东尼·霍普金斯                                                     | 提名 | [ 40 ]        |
| 休斯顿影评人协会           | 最佳女配角           | 奧莉薇雅·柯爾曼                                                     | 提名 | [ 40 ]        |
| 伦敦影评人协会             | 最佳英国电影         | 最佳英国电影                                                        | 提名 | [ 41 ]        |
| 伦敦影评人协会             | 最佳演员             | 安东尼·霍普金斯                                                     | 提名 | [ 41 ]        |
| 伦敦影评人协会             | 最佳英国演员         | 安东尼·霍普金斯                                                     | 提名 | [ 41 ]        |
| 乔治亚影评人协会           | 最佳电影             | 最佳电影                                                            | 提名 | [ 42 ]        |
| 乔治亚影评人协会           | 最佳男主角           | 安东尼·霍普金斯                                                     | 提名 | [ 42 ]        |
| 乔治亚影评人协会           | 最佳女配角           | 奧莉薇雅·柯爾曼                                                     | 提名 | [ 42 ]        |
| 乔治亚影评人协会           | 最佳剧本             | 佛罗莱恩·泽勒和克里斯托弗·汉普顿                                    | 提名 | [ 42 ]        |
| 奥斯汀影评人协会           | 最佳男主角           | 安东尼·霍普金斯                                                     | 提名 | [ 43 ]        |
| 奥斯汀影评人协会           | 最佳女配角           | 奧莉薇雅·柯爾曼                                                     | 提名 | [ 43 ]        |
| 奥斯汀影评人协会           | 最佳剧本             | 佛罗莱恩·泽勒和克里斯托弗·汉普顿                                    | 提名 | [ 43 ]        |
| 奥斯汀影评人协会           | 最佳剪辑             | 约格斯·兰普里诺斯                                                   | 提名 | [ 43 ]        |
| 旧金山影评人协会           | 最佳男主角           | 安东尼·霍普金斯                                                     | 提名 | [ 44 ]        |
| 旧金山影评人协会           | 最佳女配角           | 奧莉薇雅·柯爾曼                                                     | 提名 | [ 44 ]        |
| 旧金山影评人协会           | 最佳剪辑             | 约格斯·兰普里诺斯                                                   | 提名 | [ 44 ]        |
| 美国退休人员协会成人电影奖 | 最佳男主角           | 安东尼·霍普金斯                                                     | 獲獎 | [ 45 ]        |
| 西班牙电影编剧圈勋章奖     | 最佳外语片           | 佛罗莱恩·泽勒                                                       | 提名 | [ 46 ]        |
| 哥雅獎                     | 最佳欧洲电影         | 佛罗莱恩·泽勒                                                       | 獲獎 | [ 47 ]        |
| 卫星奖                     | 最佳电影             | 最佳电影                                                            | 提名 | [ 48 ]        |
| 卫星奖                     | 最佳导演             | 佛罗莱恩·泽勒                                                       | 提名 | [ 48 ]        |
| 卫星奖                     | 最佳男主角           | 安东尼·霍普金斯                                                     | 提名 | [ 48 ]        |
| 卫星奖                     | 最佳女配角           | 奧莉薇雅·柯爾曼                                                     | 提名 | [ 48 ]        |
| 卫星奖                     | 最佳改编剧本         | 佛罗莱恩·泽勒和克里斯托弗·汉普顿                                    | 獲獎 | [ 48 ]        |
| 卫星奖                     | 最佳剪辑             | 约格斯·兰普里诺斯                                                   | 提名 | [ 48 ]        |
| 好莱坞影评人协会奖         | 最佳电影             | 最佳电影                                                            | 提名 | [ 49 ]        |
| 好莱坞影评人协会奖         | 最佳男主角           | 安东尼·霍普金斯                                                     | 提名 | [ 49 ]        |
| 好莱坞影评人协会奖         | 最佳女配角           | 奧莉薇雅·柯爾曼                                                     | 提名 | [ 49 ]        |
| 好莱坞影评人协会奖         | 最佳剧本             | 佛罗莱恩·泽勒和克里斯托弗·汉普顿                                    | 提名 | [ 49 ]        |
| 好莱坞影评人协会奖         | 最佳剪辑             | 约格斯·兰普里诺斯                                                   | 提名 | [ 49 ]        |
| 金球奖                     | 最佳戲劇類影片       | 最佳戲劇類影片                                                      | 提名 | [ 50 ] [ 51 ] |
| 金球奖                     | 最佳戲劇類電影男主角 | 安东尼·霍普金斯                                                     | 提名 | [ 50 ] [ 51 ] |
| 金球奖                     | 最佳電影女配角       | 奧莉薇雅·柯爾曼                                                     | 提名 | [ 50 ] [ 51 ] |
| 金球奖                     | 最佳劇本             | 佛罗莱恩·泽勒和克里斯托弗·汉普顿                                    | 提名 | [ 50 ] [ 51 ] |
| 美国演员工会奖             | 最佳男主角           | 安东尼·霍普金斯                                                     | 提名 | [ 52 ]        |
| 美国演员工会奖             | 最佳女配角           | 奧莉薇雅·柯爾曼                                                     | 提名 | [ 52 ]        |
| 评论家选择电影奖           | 最佳男主角           | 安东尼·霍普金斯                                                     | 提名 | [ 53 ]        |
| 评论家选择电影奖           | 最佳女配角           | 奧莉薇雅·柯爾曼                                                     | 提名 | [ 53 ]        |
| 评论家选择电影奖           | 最佳剧本             | 佛罗莱恩·泽勒和克里斯托弗·汉普顿                                    | 提名 | [ 53 ]        |
| 评论家选择电影奖           | 最佳剪辑             | 约格斯·兰普里诺斯                                                   | 提名 | [ 53 ]        |
| 澳大利亞影視藝術學院獎     | 最佳男主角           | 安东尼·霍普金斯                                                     | 提名 | [ 54 ]        |
| 澳大利亞影視藝術學院獎     | 最佳女配角           | 奧莉薇雅·柯爾曼                                                     | 獲獎 | [ 54 ]        |
| 澳大利亞影視藝術學院獎     | 最佳劇本             | 佛罗莱恩·泽勒和克里斯托弗·汉普顿                                    | 提名 | [ 54 ]        |
| 澳大利亞影視藝術學院獎     | 最佳電影             | 佛罗莱恩·泽勒                                                       | 提名 | [ 54 ]        |
| 英国电影学院奖             | 最佳影片             | 最佳影片                                                            | 提名 | [ 55 ]        |
| 英国电影学院奖             | 最佳英国电影         | 佛罗莱恩·泽勒                                                       | 提名 | [ 55 ]        |
| 英国电影学院奖             | 最佳男主角           | 安东尼·霍普金斯                                                     | 獲獎 | [ 55 ]        |
| 英国电影学院奖             | 最佳改编剧本         | 佛罗莱恩·泽勒和克里斯托弗·汉普顿                                    | 獲獎 | [ 55 ]        |
| 英国电影学院奖             | 最佳剪辑             | 约格斯·兰普里诺斯                                                   | 提名 | [ 55 ]        |
| 英国电影学院奖             | 最佳布景             | 彼得·弗朗西斯                                                       | 提名 | [ 55 ]        |
| 美国导演工会奖             | 杰出导演处女作       | 佛罗莱恩·泽勒                                                       | 提名 | [ 56 ]        |
| 中国电影金鸡奖             | 最佳外语片           | 最佳外语片                                                          | 獲獎 | [ 57 ]        |